# خوداندیشی
Abhimāna (سانسکریت :अभिमान) به خود اندیشی گفته می‌شود. در فلسفه هندو به معنای «من مُدرِک» است.

## خود گرایی
اصلی که بلافاصله از «بودهی» منفک می‌شود انیت یا خود آگاهی است. «کاریکا» می‌گوید: خود آگاهی، خودگرایی (خود اندیشی) «Abhimāna» است.
خاصیت خود آگاهی، خوداندیشی، خودگرایی (Abhimāna) است و در مفاهیمی از قبیل «من می‌اندیشم»، «من احساس می‌کنم» منعکس است.
این لفظ را می‌توان از لحاظی شبیه گفته معروف رنه دکارت (cogito ego sum) دانست.